# Deutsche Bowling Union
Die Deutsche Bowling Union (DBU) ist der führende Dachverband für die Sport- bzw. Leistungsbowler in Deutschland. Sie wurde im Jahr 1996 gegründet und organisiert und verwaltet seitdem als Disziplinverband innerhalb des Deutschen Kegler- und Bowlingbundes den Bowlingsport in Deutschland. Erster Präsident der DBU war Elmar Wilbertz, der heute als Ehrenpräsident dem Vorstand angehört. Von den 18 Landesverbänden hat der Landesverband Nordrhein-Westfalen die meisten Mitglieder. Insgesamt hat die DBU knapp 10.500 Mitglieder.
Seit 2013 ist Dieter Rechenberg Präsident der Deutschen Bowling Union.

## Aufgaben
Zweck und Aufgabe der DBU ist es:
- den Bowlingsport als Leistungssport zu fördern und zu organisieren,
- Meisterschaften, Turniere und andere Bowlingevents auf sportgerechten Bowlingbahnen, die den erforderlichen technischen Vorschriften entsprechen, durchzuführen,
- Deutsche Meisterschaften für Aktive, Jugend, Junioren und Senioren zu veranstalten,
- die Jugendarbeit nach den Grundsätzen der DKB-Jugendordnung im Sinne der Deutschen Sportjugend und des Deutschen Olympischen Sportbund zu fördern,
- ihren Mitgliedern die Teilnahme an internationalen Meisterschaften zu ermöglichen.

## Landesverbände
| Kürzel | Bundesland             | Anlagen | Bahnen | Vereine |
| ------ | ---------------------- | ------- | ------ | ------- |
| BW     | Baden-Württemberg      | 38      | 459    | 51      |
| BY     | Bayern                 | 53      | 676    | 35      |
| BE     | Berlin                 | 41      | 638    | 1       |
| BB     | Brandenburg            | 75      | 650    | 22      |
| HB     | Bremen                 | 4       | 86     | 4       |
| HH     | Hamburg                | 5       | 134    | 10      |
| HE     | Hessen                 | 32      | 494    | 45      |
| MV     | Mecklenburg-Vorpommern | 44      | 346    | 18      |
| NI     | Niedersachsen          | 61      | 773    | 59      |
| NW     | Nordrhein-Westfalen    | 81      | 1095   | 62      |
| RP     | Rheinland-Pfalz        | 19      | 256    | 9       |
| SL     | Saarland               | 3       | 46     | 1       |
| SN     | Sachsen                | 95      | 749    | 34      |
| ST     | Sachsen-Anhalt         | 43      | 346    | 9       |
| SH     | Schleswig-Holstein     | 25      | 304    | 19      |
| TH     | Thüringen              | 46      | 347    | 11      |